# Eligio Hernández
Eligio Hernández Gutiérrez (El Pinar de El Hierro, 24 de julio de 1947) es un jurista español que ha ocupado diversos puestos de responsabilidad en el ámbito de la carrera judicial, fiscal y, también, en el político. Magistrado jubilado, abogado en ejercicio, Exfiscal General del Estado y exmiembro del Consejo de Estado, exdiputado del Parlamento de Canarias, exgobernador Civil de S/C de Tenerife y Delegado del Gobierno de Canarias, Exmiembro del Tribunal Superior de Justicia de Canarias, Presidente de la Sociedad Civil de Canarias, Embajador de la Marca Ejército, Académico de la Academia Canaria de la Lengua, Diplomado en Derechos Humanos por la Universidad de Estrasburgo, Vicepresidente de la Fundación Juan Negrín, Militante socialista y cristiano militante

## Biografía
De joven practicó la lucha canaria, deporte en el que tuvo una trayectoria destacada que interrumpió por sus estudios. En este deporte competía con el apodo de «El Pollo del Pinar». Licenciado en Derecho por la Universidad de La Laguna, cursó la diplomatura en Derechos Humanos en la Universidad de Estrasburgo. Accedió por oposición en 1974 como letrado de la Administración Institucional de Servicios Socioprofesionales (AISS) del desaparecido Sindicato Vertical. Dos años después ingresó en la carrera judicial, ocupando sucesivamente destino en los Juzgados de Primera Instancia e Instrucción de Telde, provincia de Las Palmas, Icod de los Vinos, La Orotava y  Granadilla de Abona, provincia de Santa Cruz. Cuando en 1980 ascendió a magistrado, fue destinado durante un breve período a los Juzgados Centrales de Instrucción de la Audiencia Nacional en Madrid. En 1985, una vez constituida Canarias como comunidad autónoma, formó parte del cuerpo de magistrados de su Tribunal Superior de Justicia.
Tres años antes de llegar al tribunal canario, cuando se formó el primer gobierno de Felipe González, fue nombrado gobernador civil de Tenerife (1982-1984) y delegado del gobierno en Canarias después. Accedió al Consejo General del Poder Judicial como vocal por el tercio nombrado por el Senado (1990-1992) y, finalmente, fue designado por el gobierno fiscal general del Estado en sustitución de Leopoldo Torres (1992-1994) y miembro del Consejo de Estado. Su nombramiento en abril de 1992 como fiscal general del Estado fue declarado ilegal por la Sala Tercera del Tribunal Supremo en junio de 1996. En las elecciones al Parlamento de Canarias de 1995 fue elegido diputado en las listas del Partido Socialista Obrero Español (PSOE), cargo que ocupó durante una legislatura para abandonar la actividad política en 1999 y dedicarse al ejercicio de la abogacía.
Académico de número de la Academia Canaria de la Lengua, es autor de diversas biografías y trabajos sobre conocidos personajes canarios de la Segunda República Española, como Juan Negrín y José Franchy y Roca, está en posesión de la Medalla al Mérito de la Guardia Civil, la Gran Cruz del Mérito Militar y la Cruz de Primera Clase de San Raimundo de Peñafort.